# Емілсе Лонго
Емілсе Лонго (ісп. Emilse Longo; нар. 19 грудня 1957) — колишня аргентинська тенісистка.
Найвищу одиночну позицію світового рейтингу — 165 місце досягла 4 січня, 1988, парну — 74 місце — 25 квітня, 1988 року.
Найвищим досягненням на турнірах Великого шолома було 2 коло в одиночному та парному розрядах.

## Фінали Туру WTA

### Одиночний розряд (0-1)
| Результат | W/L | Дата                               | Турнір                  | Tier    | Покриття | Суперниця      | Рахунок  |
| --------- | --- | ---------------------------------- | ----------------------- | ------- | -------- | -------------- | -------- |
| Поразка   | 0–1 | Rio de la Plata Championships 1978 | Буенос-Айрес, Аргентина | $35,000 | Ґрунт    | Керолайн Столл | 3–6, 2–6 |

### Парний розряд (0-2)
| Результат | W/L | Дата                                     | Турнір                        | Tier    | Покриття | Партнерка         | Суперниці                     | Рахунок  |
| --------- | --- | ---------------------------------------- | ----------------------------- | ------- | -------- | ----------------- | ----------------------------- | -------- |
| Поразка   | 0–1 | Borden Classic 1984                      | Borden Classic, Токіо, Японія | $50,000 | Тверде   | Адріана Віллагран | Мерседес Пас Ронні Рейс       | 4–6, 5–7 |
| Поразка   | 0–2 | Відкритий чемпіонат Японії з тенісу 1984 | Japan Open, Токіо, Японія     | $50,000 | Тверде   | Адріана Віллагран | Бетсі Нагелсен Кенді Рейнолдс | 3–6, 2–6 |